# Cigugur (Pusakajaya)
Cigugur is een bestuurslaag in het regentschap Subang van de provincie West-Java, Indonesië. Cigugur telt 5425 inwoners (volkstelling 2010).